# سفارت لهستان در تهران
سفارت لهستان در تهران (به لهستانی: Ambasada RP w Teheranie) سفارت رسمی جمهوری لهستان در ایران است. این سفارت واقع در تهران، بلوار آفریقا (نلسون ماندلا کنونی)، کوچه پیروز، در تاریخ ۲۲ آذر ۱۲۹۹ توسط اسدالله اسد بهادر تأسیس شد و از آن زمان تاکنون به فعالیت خود ادامه داده است.
ماسیج فالکوفسکی تا مرداد ۱۴۰۳ به عنوان سفیر لهستان در ایران فعالیت می‌کرد. ویچخ اونُلت به‌عنوان کاردار، مسئولیت اداره این سفارت را بر عهده دارد. روابط بین ایران و لهستان در طول سال‌های متمادی به ویژه در ۵۴ سال اخیر، همواره دوستانه و صلح‌آمیز بوده و هیچ‌گونه مشکل مهمی، بین دو کشور گزارش نشده است. این سفارت به عنوان نمادی از روابط تاریخی و فرهنگی بین دو ملت، نقش مهمی در تقویت و گسترش همکاری‌های دوجانبه ایفا می‌کند.

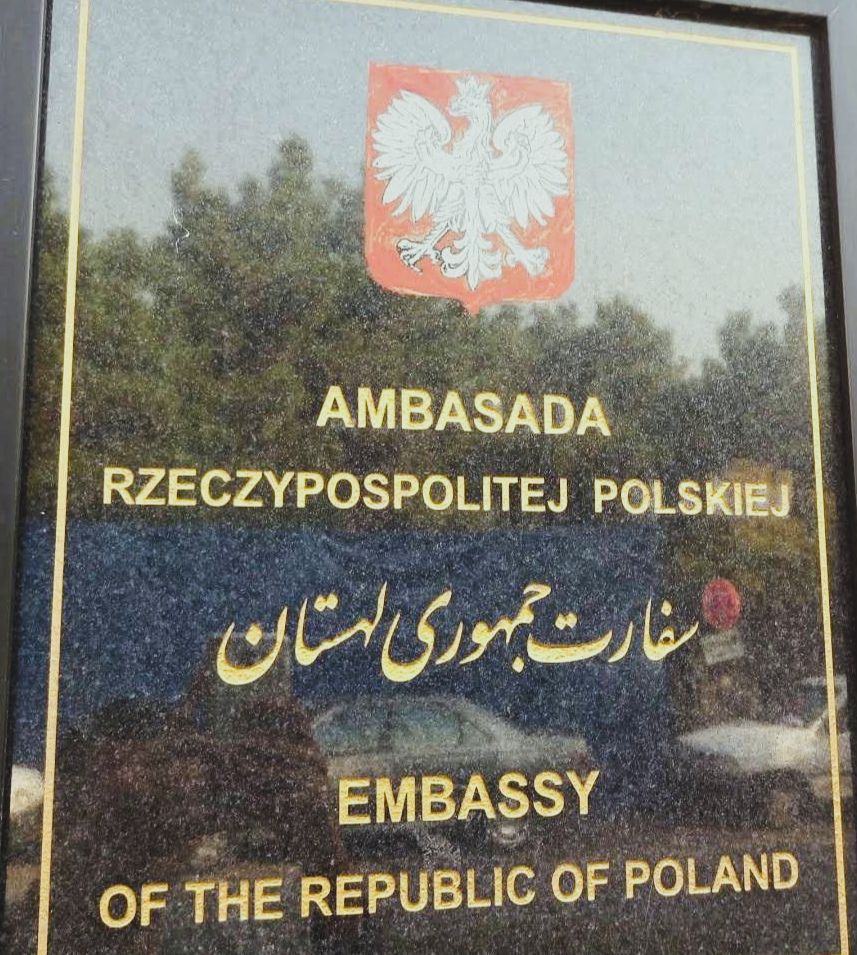
تصویری از سفارت لهستان در تهران